# Athabasca (berg)
Athabasca is een berg in het Columbia-ijsveld, in het nationaal park Jasper in de provincie Alberta in Canada.
De berg kreeg de naam van de eerste beklimmer J. Norman Collie op 18 augustus 1898. Athabasca is de Cree-Indiaanse naam voor waar er riet is en dat in eerste instantie verwees naar het Athabascameer.

## Routes
- Noordelijke gletsjer (normale route) II
- Silverhorn II
- Regular North Face III 5.4
- The Hourglass III 5.5
- North Ridge III 5.5
- The Hourglass 400m, III, AI3-4

Een van de meest prominente kenmerken van Athabasca is de hoornachtige piek naast de top die Silverhorn wordt genoemd. De Silverhorn is een van de eenvoudigere routes naar de top, maar vereist meer behoedzaamheid en vaardigheid dan de normale route, vanwege blauw ijs en vallend ijs vanaf andere plekken.